# Рапп, Херман
Хе́рман Рапп (англ. и нем. Herman Rapp; 1907, Штутгарт, Германская империя — дата смерти неизвестна) — американский футболист немецкого происхождения, защитник, игрок сборной США, участник чемпионата мира 1934 года как запасной игрок.

## Карьера

### Клубная
Херман Рапп играл за клуб «Швабен» футбольной лиги Чикаго. Затем он также выступал за «Филадельфия Джерман Американс».

### В сборной
Херман Рапп был частью команды, заявленной на чемпионат мира 1934, однако не сыграл на турнире. Команда США провела лишь одну встречу и выбыла из турнира, проиграв хозяевам, итальянцам, со счётом 1:7.